# Shen Jun
Shen Jun –en xinès, 沈君– (9 de maig de 1977) és una esportista xinesa que va competir en judo, guanyadora d'una medalla de plata als Jocs Asiàtics de 1998, i una medalla de bronze al Campionat Asiàtic de Judo de 2000.

## Palmarès internacional
| Jocs Asiàtics     | Jocs Asiàtics        | Jocs Asiàtics | Jocs Asiàtics |
| Any               | Lloc                 | Medalla       | Categoria     |
| ----------------- | -------------------- | ------------- | ------------- |
| 1998              | Bangkok ( Tailàndia) | 2             | –57 kg        |
| Campionat Asiàtic |                      |               |               |
| Any               | Lloc                 | Medalla       | Categoria     |
| 2000              | Osaka ( Japó)        | 3             | –57 kg        |